# Митрофанов, Олег Валерьевич
Оле́г Вале́рьевич Митрофа́нов (25 июня 1963, Москва, СССР) — театральный режиссёр, лауреат Премии Правительства РФ в области культуры (2005), основатель и художественный руководитель Московского музыкального театра «Амадей».

## Биография
Окончил в 1991 г. Российскую академию театрального искусства (ГИТИС), факультет Музыкального театра, курс Народного артиста СССР В. А. Курочкина. В ГИТИСе он учился на одном курсе с таким театральным деятелем как , Исаакян. Некоторое время работал режиссёром-постановщиком Пермского академического театра оперы и балета имени П. И. Чайковского и художественным руководителем Пермской филармонии, с 1996 года — главный режиссёр и художественный руководитель Московского музыкального театра «Амадей».
Автор ряда проектов: фестиваль «Пермская антреприза» (г. Пермь), фестиваль «Шереметевские сезоны в Останкине» (г. Москва), фестиваль «Музыкальное лето в Константинове» (Рязанская область); поставил в Москве, городах России и за рубежом более 40 оперных и драматических спектаклей, среди которых «Волшебная флейта» и «Похищение из сераля» В.-А. Моцарта, «Война и мир» С. С. Прокофьева (фильм-опера в Ясной Поляне), «Мавра» и «История солдата» И. Ф. Стравинского, «Анна Снегина» С. А. Есенина (фильм-спектакль в Константинове), «Поворот винта» Б. Бриттена, «Хаджи-Мурат» и «Казаки» Ш. Р. Чалаева и др.
Автор нескольких (в том числе международных) культурно-образовательных проектов, в числе которых Экспериментальная музыкально-драматическая студия ЦО 2030 «Школа Будущего». В 2009 году в рамках Фестиваля Российской культуры в Японии осуществил новую постановку оперы С. С. Прокофьева «Война и мир» на сцене престижного токийского Hitomi Memorial Hall.